# La venta a las enchèras
En 1976 sort le deuxième album vinyle éponyme du groupe occitan Los de Nadau.
Pour le distinguer du premier, il est parfois appelé La venta a las enchèras ou Loteria, La venta a las enchèras et Loteria étant deux chansons emblématiques de ce disque. 

## Présentation
Cet album est composé d'une bonne moitié de chansons ouvertement engagées : Sonque un òmi (« simplement un homme ») l'est sur la difficulté d'intégration de la communauté maghrébine, Bateria (« Batterie ») évoque l'élevage industriel dit « en batterie », Espanha, 27 de seteme (« Espagne, le 27 septembre ») est un texte sur la guerre civile espagnole et le franquisme, Au cap de la còrda (« Au bout de la corde ») dénonce l'abandon des animaux domestiques (chiens) au moment des départs en vacances, La venta a las enchèras (« La vente aux enchères »), quant à elle, sur un phrasé déclamé (du slam avant l'heure), évoque le malaise agricole (dans ce texte non dénué d'humour noir, un agriculteur pris à la gorge prend l'initiative de vendre lui-même aux enchères ses bien, ses prés, sa maison, son étable, son vieux chien, jusqu'à ses propres mains)... L'autre moitié de l'album est composé de chansons plus poétiques, même si l'engagement n'est jamais très loin. Par exemple, Dèisha l'arròsa a l'arrosèr (« Laisse la rose au rosier ») derrière une apparence poétique anodine dénonce l'exode rural.

## Pistes
| 1.  | Dèisha l'arròsa a l'arrosèr |  |
| 2.  | La cançon de Guilhem        |  |
| 3.  | Semiada e segada            |  |
| 4.  | Sonque un òmi               |  |
| 5.  | Bateria                     |  |
| 6.  | Espanha, 27 de seteme       |  |
| 7.  | Au cap de la còrda          |  |
| 8.  | Antoena de la seuva         |  |
| 9.  | La venta a las enchèras     |  |
| 10. | Loteria                     |  |
| 11. | Au còrn deu huec            |  |